# Coppa Italia di Serie A2 2009-2010 (calcio a 5)
La Coppa Italia di serie A2 2010, giunta alla sua undicesima edizione, si è svolta a Zanè (VI), presso l'omonimo Palasport di Viale dello Sport dal 25 al 27 febbraio 2010. Le squadre qualificate per la Final Eight di Coppa, al termine del girone d'andata (ovvero le prime quattro classificate) sono: per il Girone A le venete Venezia, Verona, Zanè Vicenza e il Gruppo Fassina. Nel raggruppamento B centro-meridionale invece, due pugliesi, il Modugno e lo Sport Five, l'abruzzese Acqua e Sapone e la laziale Finplanet Fiumicino. Il sorteggio si è svolto, nella sede nazionale della Divisione Calcio a 5 di Roma, presso Via Po 24, il 2 febbraio alle ore 16. A vincere la Coppa è stata la formazione marenese del Gruppo Fassina che ha superato 2-1 l'Acqua&Sapone Marina CSA.

## Tabellone
|  | Quarti di finale | Quarti di finale | Quarti di finale |                |                | Semifinali     | Semifinali | Semifinali |  |  | Finale | Finale | Finale |  |
|  |                  |                  |                  |                |                |                |            |            |  |  |        |        |        |  |
|  | Venezia          | Venezia          | 10               |                |                |                |            |            |  |  |        |        |        |  |
|  | Venezia          | Venezia          | 10               |                |                |                |            |            |  |  |        |        |        |  |
|  | Sport Five       | Sport Five       | 5                |                |                |                |            |            |  |  |        |        |        |  |
|  | Sport Five       | Sport Five       | 5                |                | Venezia        | Venezia        | 3          |            |  |  |        |        |        |  |
|  |                  |                  |                  |                | Venezia        | Venezia        | 3          |            |  |  |        |        |        |  |
|  |                  |                  | Gruppo Fassina   | Gruppo Fassina | 5              |                |            |            |  |  |        |        |        |  |
|  | Modugno          | Modugno          | Gruppo Fassina   | Gruppo Fassina | 5              | 3              |            |            |  |  |        |        |        |  |
|  | Modugno          | Modugno          |                  |                |                |                |            |            |  |  |        |        |        |  |
|  | Gruppo Fassina   | Gruppo Fassina   | 5                |                |                |                |            |            |  |  |        |        |        |  |
|  | Gruppo Fassina   | Gruppo Fassina   | 5                |                | Gruppo Fassina | Gruppo Fassina | 2          |            |  |  |        |        |        |  |
|  |                  |                  |                  |                |                |                |            |            |  |  |        |        |        |  |
|  |                  |                  | Pescara          | Pescara        | 1              |                |            |            |  |  |        |        |        |  |
|  | Verona           | Verona           | Pescara          | Pescara        | 1              | 3              |            |            |  |  |        |        |        |  |
|  | Verona           | Verona           |                  |                |                |                |            |            |  |  |        |        |        |  |
|  | Fiumicino        | Fiumicino        | 5                |                |                |                |            |            |  |  |        |        |        |  |
|  | Fiumicino        | Fiumicino        | 5                |                | Fiumicino      | Fiumicino      | 1          |            |  |  |        |        |        |  |
|  |                  |                  |                  |                | Fiumicino      | Fiumicino      | 1          |            |  |  |        |        |        |  |
|  |                  |                  | Pescara          | Pescara        | 6              |                |            |            |  |  |        |        |        |  |
|  | Pescara          | Pescara          | Pescara          | Pescara        | 6              | 3              |            |            |  |  |        |        |        |  |
|  | Pescara          | Pescara          |                  |                |                |                |            |            |  |  |        |        |        |  |
|  | Zanè Vicenza     | Zanè Vicenza     | 2                |                |                |                |            |            |  |  |        |        |        |  |

## Risultati

### Quarti di finale
| Arbitri: | Matteo Coppelli (Modena) Francesco Bertini (Empoli) |

| |           |                                                                      |
| Cantagalo 9'46'’, 18'26'’ Ercolessi 10'02'’ Chimanguinho 15'49'’, 25'52'’, 32'25'’, 38'21'’, 39'06'’ Chimango 19'22'’ (t.l.) Canonica 31'29'’ | Marcatori | 11'05'’, 19'02'’ Silveira 15'33'’, 30'49'’ Pedaleira 32'54'’ Fininho |

| Arbitri: | ? |

|                                |           |                                                                                  |
| Costa 24'40'’ Sartori 38’, 39’ | Marcatori | 5'07'’ Romanini 23’ Luiz 32’ (t.l.) Milani 34'30'’ Grasson 37'15'’ (t.l.) Milani |

| Arbitri: | Gianmichele Frasconi (Olbia) Mario Filippini (Roma 1) |

|                                   |           |                                                                        |
| Caetano 12’, 17'45’’ Teixeira 36’ | Marcatori | 7’ Sviercoski 16’ Canal 18'28’’ Rotella 24'33’’ Canal 24'58’’ Martinez |

| Arbitri: | Dario Fiorentino (Barletta) Damiano Calaprice (Bari) |
| Crono:   | Fabrizio Burattoni (Lugo di Romagna)                 |

|                                                  |           |                            |
| Zaramello 30'15’’ Bessa 31'45’’ Volpi 37’ (rig.) | Marcatori | 5’ Santana 29'13’’ Siviero |

### Semifinali
| Arbitri: | Fabio Gelonese (Milano) Massimo Arioli (Abbiategrasso) |

|                                                                                      |           |                 |
| Sanna 4'08'’, 5'03'’, 15'16'’ Volpi 21'14'’ Crivellaro 35'28'’ (aut.) Leleco 39'16'’ | Marcatori | 14'58'’ Grasson |

| Arbitri: | Angelo Galante (Ancona) Roberto Bocci (Grosseto) |

|                                                       |           |                                                                              |
| Cantagalo 15'50'’ Chimanguinho 19'33'’ Romano 24'45'’ | Marcatori | 9'08'’ Sviercoski 20'44'’ Halimi 32'29'’ Canal 35'15'’ Rotella 39'57'’ Canal |

### Finale
| Arbitri: | Mirko D'Angeli (Pesaro) Domenico Daidone (Trapani) |

| |            | |
| Halimi 16'10’’ Martínez 19'30’’ | Marcatori  | 31'29’’ De Carvalho |
| · Oliver Saldanha · Massimo Peruzza · Alberto Bresolin · Everton Setim · Marcelo Vendrame · Michel Sviercoski · Fernando Cruz · Ricardo Zanella · Roald Halimi · Mauro Canal · Thomas Martínez · Andrea Visentin | Formazioni | · Marco Zaramello · Giacomo Cassaro · Jhefferson · Filipe Follador · Simone Felicetti · Murilo Ferreira · Leleco · Fábio Volpi · Márcio Grana · Diego De Carvalho · Raphael Bessa · Luigi Boccuto |
| Giuseppe Mungo | Allenatori | Marcos Lamers |

## Classifica marcatori
- 6 reti: Chimanguinho (Venezia)
- 4 reti: Mauro Canal (Gruppo Fassina)
- 3 reti: Cantagalo (Venezia), Rafael Sanna (Acqua&Sapone)
- 2 reti: Pedaleira (Putignano), Silveira (Putignano), Sartori (Verona), Grasson e Milani (Fiumicino), Caetano (Modugno), Sviercoski e José Rotella (Gruppo Fassina), Volpi (Acqua&Sapone), Roald Halimi (Gruppo Fassina), Martinez (Gruppo Fassina)
- 1 rete: Marco Ercolessi, Chimango, Canonica e Sergio Romano (Venezia), Fininho (Putignano), Thiago Costa (Verona), Luiz (Fiumicino), Romanini (Fiumicino), Rodrigo Teixeira (Modugno),  Santana (Zanè Vicenza), Siviero (Zanè Vicenza), Leleco, Marco Zaramello, Raphael Bessa, De Carvalho (Acqua&Sapone)